# 윈도우 서비스
윈도우 서비스(Windows service)는 오랜 시간 동안 실행되며 특정한 기능을 수행하는 실행 파일이며, 사용자 간섭을 요구하도록 설계되지 않았다. 윈도우 서비스는 보통 마이크로소프트 윈도우 운영 체제가 시동될 때 실행되며 윈도우가 실행되고 있는 한 백그라운드 모드에서 실행된다. 이것은 유닉스의 데몬과 개념이 비슷하다. 윈도우 작업 관리자의 프로세스로도 윈도우 서비스가 돌아가고 있는 것을 확인할 수 있는데 이를테면 윈도우 작업 관리자의 프로세스 탭의 사용자 이름에 보면 "SYSTEM, LOCAL SERVICE, NETWORK"로 되어 있는 것이 있다. 다만 사용자 이름 SYSTEM으로 된 프로세스가 모두 서비스라는 것은 아니다. 나머지 서비스들은 svchost.exe를 통하여 DLL로 메모리에 로드되어 실행한다.

## 서비스 관리
서비스가 설치되면, 다음과 같은 과정을 통해 실행 중인 서비스를 관리할 수 있다.
- 서비스 스냅인 (윈도우 제어판의 관리 도구 또는 시작 메뉴의 실행 명령에서 services.msc를 입력)
- sc.exe
- 윈도우 파워셸

서비스 관리 콘솔은 서비스 기능에 대한 간략한 정보를 제공하고 서비스 실행 파일, 현재 상태, 시작 유형, 독립성, 실행 중인 서비스 계정에 대한 경로를 보여 준다.

### 서비스 스냅인
윈도우 서비스는 다음과 같은 기능을 사용자에게 제공한다:
- 서비스를 시작/중지/일시 중지한다.
- 서비스의 매개 변수를 지정한다.
- "자동, 수동, 사용 안함"을 포함하는 시작 유형을 변경한다.
  - "자동"은 시스템이 로그온되면 서비스를 바로 시작한다.
  - "수동"은 응용 프로그램이 서비스를 호출할 때 서비스를 시작한다.
  - "사용 안 함"은 서비스를 완전하게 사용할 수 없게 하며 외부로부터의 실행을 차단한다.
  - "자동 (지연된 시작)"은 윈도우 비스타에 도입된 새로운 시작 형태로, 시스템이 시동을 마친 뒤 초기에 바쁜 작업을 한 뒤에 서비스를 시작하므로 시동 속도가 더 빨라진다.
- 서비스가 로그온되어 있는 계정을 변경한다.
- 서비스 실패에 대한 복구 옵션을 구성한다.
- CSV 파일이나 텍스트 파일 형태로 서비스의 목록을 내보낸다.

윈도우 XP 서비스 팩 3, 윈도우 비스타, 윈도우 7에서는 MSConfig를 통하여 서비스를 관리할 수 있다. 윈도우 비스타와 윈도우 7에서는 윈도우 작업 관리자의 서비스 탭에서 서비스를 시작하고 끝낼 수 있다.

### 윈도우 파워셸
윈도우 파워셸은 다음의 cmdlet을 사용하여 윈도우 서비스를 본질적으로 관리할 수 있다.
- Get-Service[1]
- New-Service[2]
- Restart-Service[3]
- Resume-Service[4]
- Set-Service[5]
- Start-Service[6]
- Stop-Service[7]
- Suspend-Service[8]

## 같이 보기
- 데몬